# フルカン・シュテッティン
ヴルカン・シュテッティン（AG Vulcan Stettin ）は、ドイツの造船会社。シュテッティン（現在のポーランド、シュチェチン）に所在した。ドイツ海軍向けのUボートと軍艦を建造し、両大戦において重要な役割を果たした。会社および造船所は戦後ポーランド政府によって廃止された。

## 歴史
ヴルカン・シュテッティンは1851年にヴルカン造船所（Vulcan Werft、ヴルカン・ヴェルフト ）としてシュテッティンで設立された。1945年に廃止されるまでドイツの主要な造船所として客船・戦艦・駆逐艦など大型船の開発に大きな役割を果たした。
同社が最初に建造したのは鉄製の蒸気船、ディーフェナウ（Dievenow ）であった。1857年に造船所はシュテッティナー・マシーネンバウ AG ヴルカン（Stettiner Maschinenbau AG Vulcan ）と改名し、ますます大型の船が建造されるようになった。また1859年に同社初の蒸気機関車を製造した。シュテッティンの設備は手狭となり、新たな設備が必要となった。
新工廠は1907年から1909年にかけてハンブルクとブレーメンに建設された。1928年に同社は破産し、ハンブルクの工廠は1930年に売却されたがヴルカン・シュテッティンとして再建された。
第二次世界大戦後造船所は占領され、ポーランド政府によって廃止された。

## 建造された主な艦船
- 鎮遠・定遠（大清国海軍北洋水師）
- ポンメルン（ドイツ帝国海軍）
- ラインラント（ドイツ帝国海軍）
- 八雲（日本海軍）
- 海容級防護巡洋艦（大清国海軍）
- ブレスラウ（ドイツ帝国海軍）
- ヴィースバーデン（ドイツ帝国海軍）
- 客船「カイザー・ヴィルヘルム・デア・グロッセ」
- 客船「ドイッチュラント」
- 客船「カイザー・ヴィルヘルムⅡ」